# Die Arche (Bergheim)

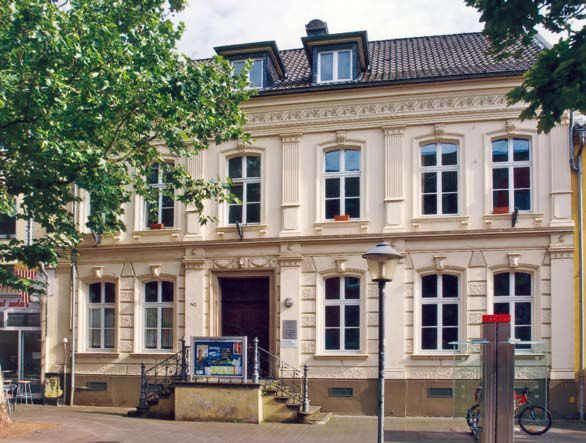
Das weiße Gebäude Die Arche auf der Hauptstraße 87 in Bergheim

Das Haus Hauptstraße Nr. 87 (auch Die Arche genannt) ist ein unter Denkmalschutz stehendes Gebäude und befindet sich in der Innenstadt der Kreisstadt Bergheim im Rhein-Erft-Kreis.

## Architektur und Geschichte
Das Haus Hauptstraße Nr. 87 ist ein zweistöckiger Bau mit sechs Achsen mit Pilastergliederung. Das Haus entstand in der zweiten Hälfte des 19. Jahrhunderts. 1917 erwarb die Bürgermeisterei Paffendorf das Gebäude und richtete hier die Gemeindekasse und das Sitzungszimmer ein. Als sich 1918 englische Besatzungstruppen im Bergheimer Rathaus einquartierten, wich die dortige Verwaltung in die Hauptstraße 87 und 97 aus. Erst 1934 zog die gesamte Verwaltung wieder zurück ins Rathaus. In dem Haus Nr. 87 wohnten seither Beschäftigte der Bergheimer Verwaltung. 1959 erwarb die evangelische Kirchengemeinde Bergheim-Zieverich-Elsdorf das Haus und gründete dort das Gemeindezentrum Arche und das Jugendheim für ihre Gemeindearbeit.

## Heutige Nutzung
Heute noch befindet sich das Anwesen im Besitz der evangelischen Kirchengemeinde Bergheim-Zieverich-Elsdorf, welche es als Gemeindezentrum und Veranstaltungshaus nutzt.